# إحنا أصحاب المطار (فلم)
احنا أصحاب المطار فيلم دراما مصري بطولة فاروق الفيشاوي وهالة صدقي - يوسف عيد - جيهان قمري - ندى بسيوني. من إنتاج سنه 2001.

## القصة
سيد بائع فول يملك هو وأخوته سعيد وحورية بيتاً قديمًا متهالكاً. يطمع جارهم في البيت لهدمه وبناء عمارة. سيد يرفض هذا العرض ويلجأ إلى المحامية عزة التي تطلب الاطلاع على متندات ملكية البيت. تكتشف المحامية عزة حجة قديمة عمرها 150 سنة تفيد أن الأرض المقام عليها مطار القاهرة ملك لجد سيد. وبالتالى تصبح ميراثًا شرعيًا لسيد وأخوته، وأن هذه الأرض من حقه وعليه أن يقاضى الدولة لاسترداد حقه. ترفع عزة القضية، وتكون المفاجأة أنها تكسبها ويصبح المطار ملكًا لسيد وأخوته، تولت أسرة سيد وأهل الحارة إدارة المطار، وتحدث مفارقات عديدة، تسود الفوضى في المطار بسبب تصرفاتهم وقراراتهم المجنونة.
بطولة
- فاروق الفيشاوي
- هالة صدقي
- ندى بسيوني
- وحيد سيف
- حجاج عبد العظيم
- إنتاج: اتحاد الإذاعة والتلفزيون.
- مونتاج: عنايات السايس
- تصوير: رضا السيد
- موسيقى تصويرية: حسن أبو السعود
- مدير الإنتاج: مجدى صلاح منصور
- المنتج المنفذ: شريف عبد العظيم
- المنتج الفنى: يحيى العلمي
- قصة وسيناريو وحوار: محسن الجلاد
- إخراج: شريف يحيى.
- الإيرادات: 19,857 جنيه مصري

## وصلات خارجية
- مقالات تستعمل روابط فنية بلا صلة مع ويكي بيانات